# Rīg Derāz (ort i Iran)
Rīg Derāz (persiska: ریگ دراز) är en ort i Iran.   Den ligger i provinsen Hormozgan, i den sydöstra delen av landet, 1 100 km sydost om huvudstaden Teheran. Rīg Derāz ligger 246 meter över havet och antalet invånare är 786.
Terrängen runt Rīg Derāz är platt.Runt Rīg Derāz är det glesbefolkat, med 12 invånare per kvadratkilometer. Närmaste större samhälle är Nezhdānlū, 18,2 km nordost om Rīg Derāz. Omgivningarna runt Rīg Derāz är i huvudsak ett öppet busklandskap.